# Wendiceratops
Wendiceratops ist eine Gattung von ceratopsiden Dinosauriern aus der Gruppe der Centrosaurinae. Die einzige bekannte Art der bislang monotypischen Gattung ist Wendiceratops pinhornensis aus dem mittleren Campanium (vor ca. 78 bis 79 Millionen Jahren) von Alberta (Kanada).

## Etymologie und Forschungsgeschichte
Der Gattungsname ehrt die kanadische Fossiliensammlerin Wendy Sloboda in Kombination mit der, bei Vertretern der Ceratopsidae häufig verwendeten, Endung „-ceratops“ nach altgriechisch κέρας kéras „Horn“ und ὤψ ōps „Auge“, „Gesicht“. Der Artzusatz „pinhornensis“ bezieht sich auf den Fundort im Pinhorn Provincial Grazing Reserve, einem unter Teilschutz stehenden öffentlichen Weidegebiet im Süden Albertas (Kanada), unmittelbar an der Grenze zu Montana (USA). Das Weide-Schutzgebiet trägt seinen Namen nach der nahegelegenen, alten Post- und Grenzstation Pinhorn, die ihren Namen wiederum einem gewissen „Doc Pinhorn“, einem ehemaligen Veterinär der Royal North West Mounted Police, verdankt. Der Artname lässt sich grob also in etwa mit „Wendys Horngesicht von Pinhorn“ übersetzen.
Das Bonebed mit den Überresten von Wendiceratops wurde im Jahr 2010 von Wendy Sloboda entdeckt. Nach Einholung der entsprechenden Genehmigungen wurden in den Jahren 2011 bis 2014 von einem Team des Royal Tyrrell Museum of Palaeontology (TMP) in Drumheller (Alberta, Kanada) Grabungen an der Fundstelle durchgeführt, wobei die Grabungssaison 2012 hauptsächlich darauf verwendet wurde um überlagerndes Gestein abzutragen und eine größere Fläche des Bonebeds freizulegen. Die Funde wurden zwischen 2012 und 2015 am Royal Ontario Museum (ROM) in Toronto (Ontario, Kanada) präpariert, sind jedoch am TMP katalogisiert und werden dort auch aufbewahrt. Die Erstbeschreibung von Gattung und Typusart erfolgte 2015 durch Evans und Ryan.

## Fossilbeleg

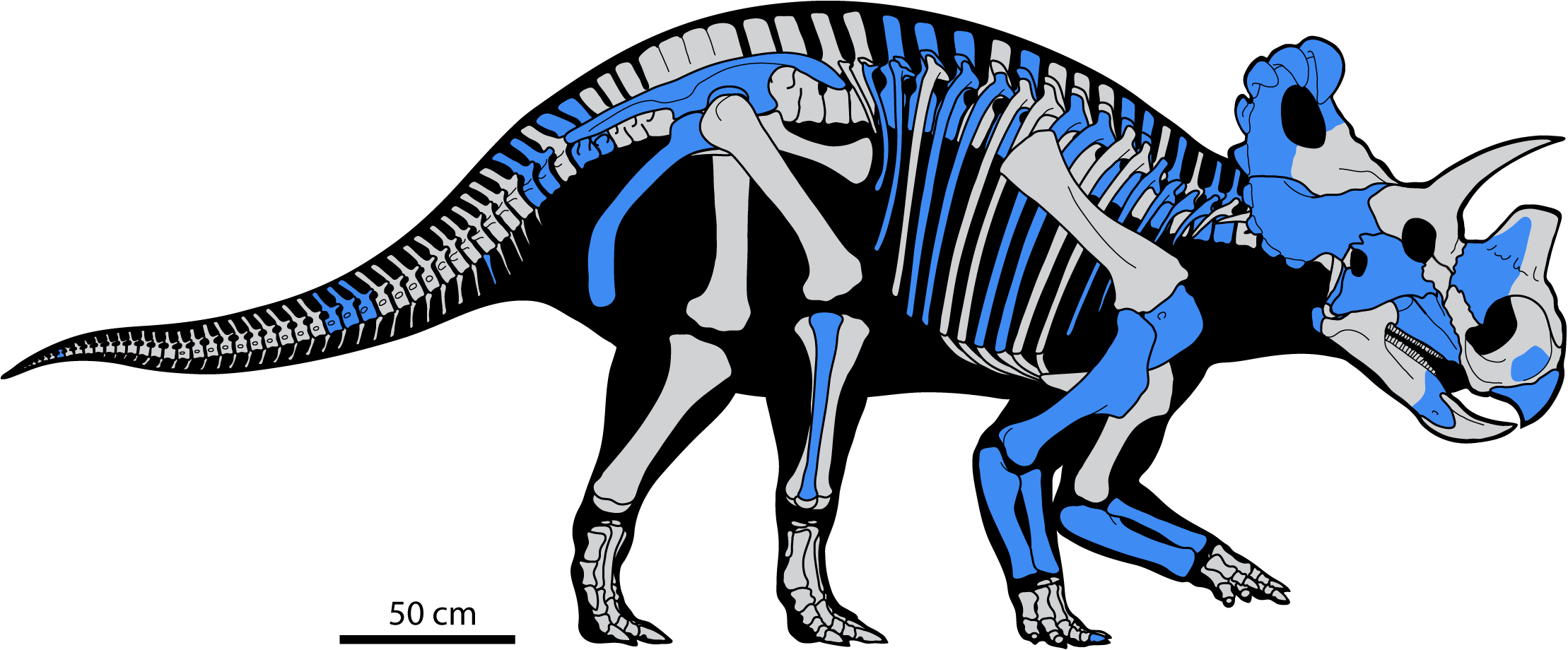
Skelettrekonstruktion von Wendiceratops pinhornensis. Fossil erhaltene Skelettelemente sind blau hervorgehoben. Aus Evans & Ryan, 2015

Alle bislang bekannten Überreste von Wendiceratops stammen aus einer einzelnen Knochenschicht (inoffiziell als „South Side Ceratopsian Bonebed“ bezeichnet) in der Oldman-Formation innerhalb der Judith-River-Gruppe. Wendiceratops ist damit nach Albertaceratops, Coronosaurus und Centrosaurus bereits der vierte Vertreter der Centrosaurinae aus der Oldman-Formation und dürfte im Wesentlichen zeitgleich mit Albertaceratops in derselben Region gelebt haben. Die jeweiligen Fundschichten von Wendiceratops und Albertaceratops nehmen eine ähnliche stratigraphische Position innerhalb der unteren Oldman-Formation ein und die beiden Fundstellen liegen nur rund 3 km voneinander entfernt. Die Funde von Coronosaurus und von Centrosaurus stammen dagegen aus stratigraphisch höheren Anteilen der Oldman-Formation und sind dementsprechend etwas jünger.
Das nur etwa 40 cm mächtige „South Side Ceratopsian Bonebed“ erbrachte im Zuge der Ausgrabungen 221 einzelne Knochenreste von Wirbeltieren, die zum überwiegenden Teil Wendiceratops zugeordnet wurden („monodominantes Bonebed“). Die Wendiceratops-Reste stammen von mindestens 4 Einzelindividuen, darunter mindestens 1 Jungtier. Als Holotypus (TMP 2011.051.0009) wurde ein rechter Ast (Ramus) des zum Scheitelbein (Parietale) gehörenden Teils des Nackenschildes, welcher die wesentlichsten gattungstypischen Merkmale aufweist, festgelegt.
Als Beifunde aus dem „South Side Ceratopsian Bonebed“ werden zwei isolierte Zähne eines fleischfressenden Theropoden aus der Familie der Tyrannosauridae und ein weiteres Fragment eines, nicht näher bestimmbaren, Gliedmaßenknochens eines Theropoden genannt. Dazu kommen noch 3 Bruchstücke von Schildkrötenpanzern, das Fragment einer Hornschuppe eines Krokodils sowie mehrere Einzelschuppen und ein Schädelfragment eines Vertreters der Knochenhechtartigen. Das Bonebed enthielt außerdem noch zahlreiche Schalen von Muscheln und Schnecken, inkohlte Pflanzenreste und mehrere Stücke Bernstein.

## Merkmale der Gattung

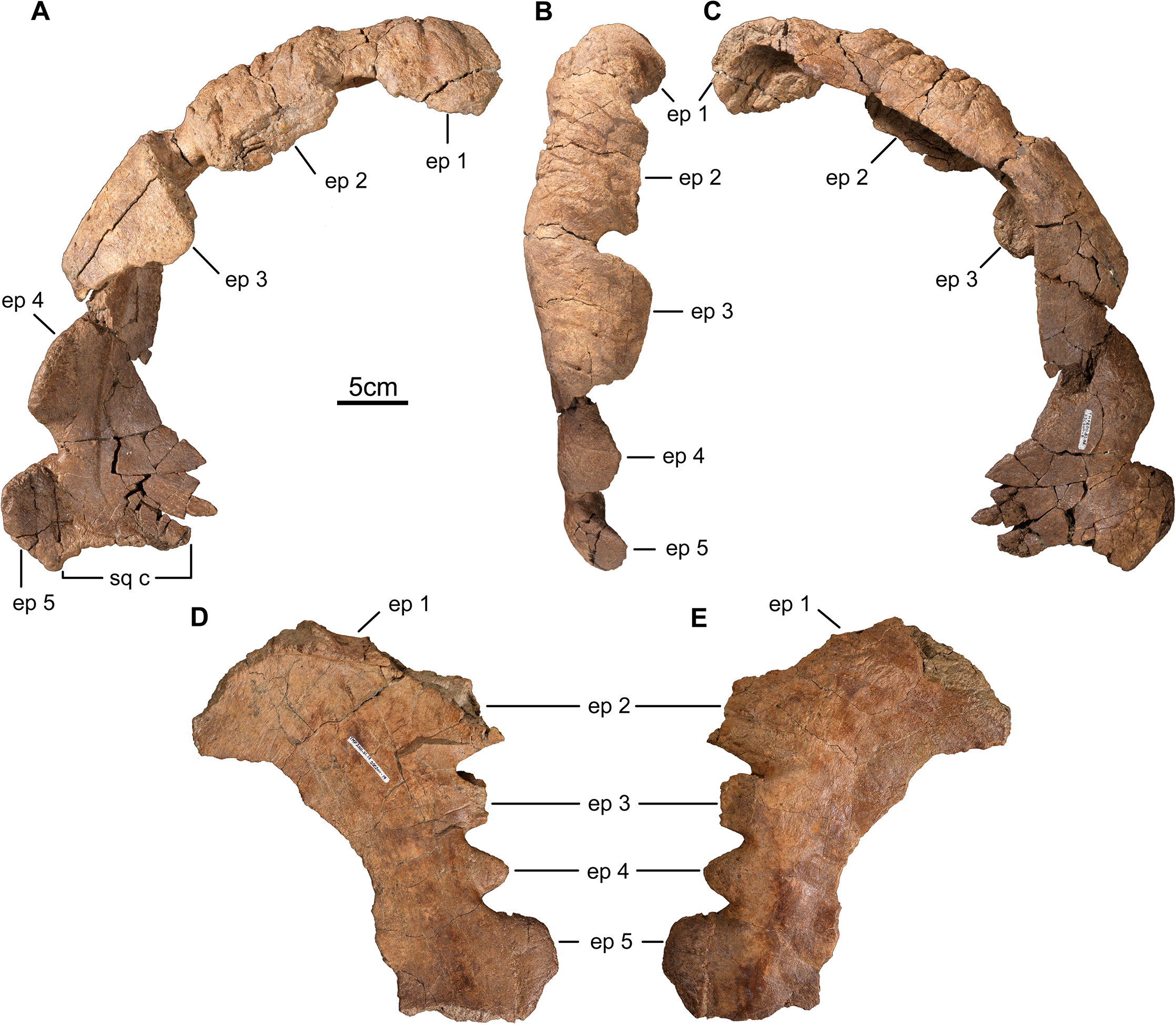
Holotypus (A-C) von Wendiceratops pinhornensis; „ep 1“ bis „ep 5“ bezeichnen die Epiparietalia, „sq c“ den Kontakt zum Schuppenbein-Anteil des Nackenschildes. Aus Evans & Ryan, 2015

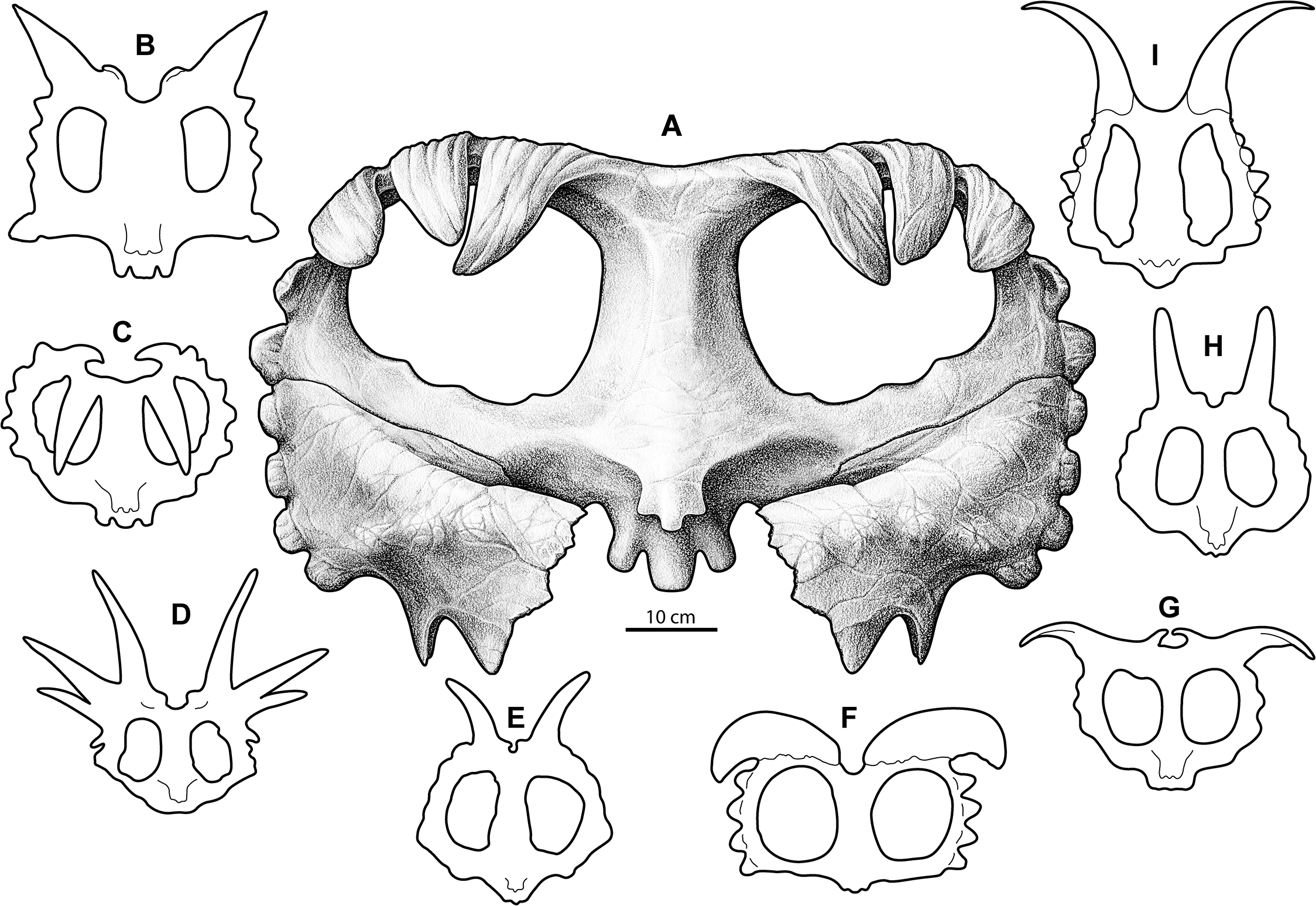
Rekonstruktionszeichnung des Nackenschildes von Wendiceratops pinhornensis (A) im Vergleich mit einigen anderen Vertretern der Centrosaurinae (B–I). Aus Evans & Ryan, 2015

Wendiceratops unterscheidet sich von allen anderen Vertretern der Centrosaurinae insbesondere durch die Form des Nackenschildes. Als gattungstypische Merkmale (Autapomorphien) gelten:
- Die Epiparietalia „ep 1“ bis „ep 3“ sind pachyostotisch verdickt, mit einer breiten Basis und stark nach außen und vorne („anterodorsal“) gekrümmt, so dass sie den äußeren Rahmen der paarigen Fenster im Nackenschild überlappen. Bei verwandten Formen ist dieses Merkmal auf das Epiparietale „ep 1“ beschränkt.
- Ein mittig an der Außenseite des Nackenschildes gelegenes Epiparietale „ep 0“, wie bei der nahe verwandten Gattung Sinoceratops, ist bei Wendiceratops nicht vorhanden.
- Stachelartig verlängerte Epiparietalia, wie bei einigen anderen Gattungen der Centrosaurinae, sind ebenfalls nicht vorhanden.
- Die nahe verwandte Gattung Sinoceratops weist zudem am äußeren Rahmen der paarigen Fenster im Nackenschild, unmittelbar unterhalb der einzelnen Epiparietalia typische, nach außen vorspringende Höcker auf. Dieses Merkmal ist bei Wendiceratops nicht vorhanden.

Und abseits des Nackenschildes:
- Der Knochenfortsatz für das Nasenhorn sitzt aufrecht am Nasenbein an.
- Das Ischium des Beckens weist am hinteren Ende, in seitlicher Ansicht, einen verbreiterten, annähernd rechteckigen Umriss auf.

Alle anderen festgestellten Skelettmerkmale entsprechen denen eines typischen Vertreters der Centrosaurinae und belegen die Zugehörigkeit zu dieser Gruppe. Wendiceratops pinhornensis erreichte vermutlich eine Länge von 6 m bei einer Körpermasse von über einer Tonne.

## Alterseinordnung der Funde
Die Oldman-Formation in Alberta lässt sich weitgehend mit der Judith River Formation in Montana (nicht zu verwechseln mit der übergeordneten Judith-River-Gruppe) gleichsetzen. Für die Judith River Formation liegen geochronologische Altersdaten für zwei Bentonit-Horizonte im Liegenden und im Hangenden der Formation vor, die ein Alter von 79,0 bzw. 78,7 Millionen Jahren anzeigen. Die Autoren geben das Alter des „South Side Ceratopsian Bonebed“ dementsprechend mit etwa 78 bis 79 Millionen Jahren an, was einem relativ kurzen Zeitabschnitt innerhalb des mittleren Campaniums entsprechen würde.

## Systematik und Phylogenie
Wendiceratops wird aufgrund der Alterseinordnung und der gattungstypischen Merkmale als basaler Vertreter der Centrosaurinae gewertet. Nach einem streng parsimonischen Vergleich der Skelettmerkmale zeigt Wendiceratops eine nähere Verwandtschaft zur etwas später im heutigen China lebenden Gattung Sinoceratops als zur zeitgleich im selben Gebiet lebenden Gattung Albertaceratops.
Eine besondere Bedeutung kommt in diesem Zusammenhang dem Nasenhorn von Wendiceratops zu. Das, wenn auch nur bruchstückhaft, vorhandene Fossilmaterial deutet darauf hin, dass bei Wendiceratops ein stark ausgeprägtes Nasenhorn vorhanden war. Dieses Merkmal ist bei anderen basalen Vertretern der Centrosaurinae nur sehr schwach ausgeprägt. Ein stark ausgeprägtes Nasenhorn scheint sich innerhalb der Gruppe der Ceratopsidae daher zweimal, unabhängig voneinander, einerseits bei den Centrosaurinae und andererseits bei den Chasmosaurinae entwickelt zu haben.

## Palökologie
Wendiceratops war, wie alle Vertreter der Ceratopsidae, ein reiner Pflanzenfresser.

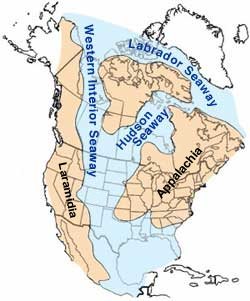
Der Western Interior Seaway während der mittleren Kreide vor etwa 100 Millionen Jahren

Der Nordamerikanische Kontinent war während der mittleren und oberen Kreidezeit teilweise von einem flachen Epikontinentalmeer bedeckt. Dieser Western Interior Seaway teilte den Kontinent in zwei Landmassen: das westliche Laramidia und das östliche Appalachia. Letzteres war zeitweilig durch einen weiteren Meeresarm (Hudson Seaway) in einen nördlichen und einen südlichen Teil aufgespalten. Die Sedimente der Judith-River-Gruppe wurden als Erosionsmaterial der jungen Rocky Mountains an der Ostküste Laramidias, also in Richtung zum Western Interior Seaway hin, abgelagert, wobei sich durch schwankende Meeresspiegelstände wechselweise verstärkt terrestrische oder marine Einflüsse bemerkbar machten.
Die tieferen Anteile der Oldman-Formation, aus denen das „South Side Ceratopsian Bonebed“ stammt, wurden in einer Phase mit sich zurückziehender Küstenlinie (Regression) abgelagert. Das Gebiet entsprach einer weiten, flachen Küstenebene. Unmittelbar an der Küste dominierten Süß- und Brackwassersümpfe, in denen sich häufig Kohleablagerungen bildeten („Foremost-Formation“). Die weiter landeinwärts gelegenen, trockeneren Gebiete waren von Flussläufen und deren Überschwemmungsebenen geprägt (Oldman-Formation).
Die Matrix des „South Side Ceratopsian Bonebed“ besteht aus einem tonig-sandigen Schluffstein mit zahlreichen organischen Resten. Häufige, inkohlte Spuren einer Durchwurzelung deuten auf einen wassergesättigten, anoxischen Feuchtboden hin. Die Knochenreste von Wendiceratops zeigen Spuren einer entsprechenden Verrottung. Die Matrix des „South Side Ceratopsian Bonebed“ zeigt keine Anzeichen einer internen Schichtung oder Lamination. Das Bonebed wurde dementsprechend entweder im Rahmen eines einzelnen Ereignisses abgelagert oder später durch Dinoturbation umgearbeitet oder es ist beides der Fall. Tatsächlich zeigen mehrere der gefundenen Knochen Hinweise auf ein solches „trampling“, waren vereinzelt so tief in den weichen Boden getreten, dass sie aufrecht im Sediment steckten. Die meisten der gefundenen Knochen lag allerdings weitgehend parallel zur Schichtung im Sediment und eine leichte Vorzugsorientierung der Längsachsen deutet auf eine zumindest kleinräumige Umlagerung der Knochenreste hin.

## Sonstiges
Die Grabungsarbeiten am „South Side Ceratopsian Bonebed“ waren zeitweise von einem Kamerateam begleitet worden. Das Filmmaterial fand Aufnahme in der kanadischen Mini-Fernsehserie „Dino Hunt Canada“. Die entsprechende Folge 1 („The Horned Dinosaur Mysteries“) wurde im Jänner 2015 erstmals auf History Channel ausgestrahlt.